# Donja Zimća
Donja Zimća je naseljeno mjesto u gradu Visokom, Federacija Bosne i Hercegovine, BiH.

## Stanovništvo

### 1991.
Nacionalni sastav stanovništva 1991. godine, bio je sljedeći:
ukupno: 656
- Srbi - 422
- Hrvati - 142
- Muslimani - 32
- Jugoslaveni - 32
- ostali, neopredijeljeni i nepoznato - 28

### 2013.
Nacionalni sastav stanovništva 2013. godine, bio je sljedeći:
ukupno: 600
- Bošnjaci - 454
- Hrvati - 94
- Srbi - 6
- ostali, neopredijeljeni i nepoznato - 46